# Marisora falconensis
Marisora falconensis là một loài thằn lằn trong họ Scincidae. Loài này được Mijares-Urrutia & Arends miêu tả khoa học đầu tiên năm 1997.